# Euphysa intermedia
Euphysa intermedia is een hydroïdpoliepensoort uit de familie van de Corymorphidae. De wetenschappelijke naam van de soort is voor het eerst geldig gepubliceerd in 1996 door Schuchert.